# MG-290

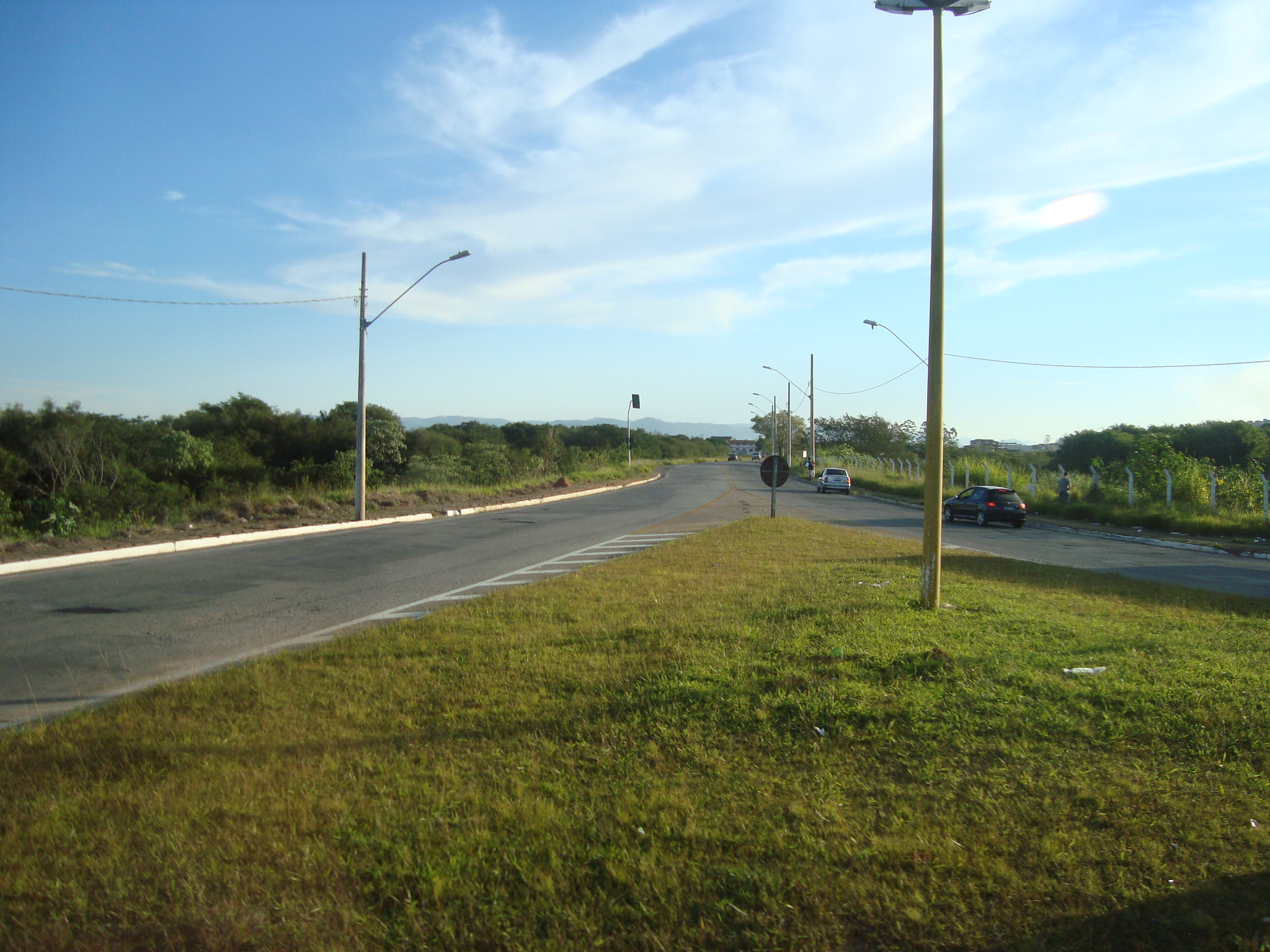
Trecho da rodovia MG-290 em Pouso Alegre.

A MG-290 é uma rodovia brasileira do estado de Minas Gerais com 96 km de extensão, localizada na mesorregião do Sul e Sudoeste de Minas. Pela direção e sentido que ela percorre, é considerada uma rodovia transversal.
Ela começa no município de Pouso Alegre, no entroncamento com a BR-459, e termina no município de Jacutinga, na divisa com o estado de São Paulo (Itapira/SP-352). É uma importante ligação entre o sul de Minas Gerais e a Região Metropolitana de Campinas. Também dá acesso ao município de Monte Sião e ao Circuito das Águas Paulista a partir do entroncamento com a rodovia MG-459.

## Música
A estrada é retratada diretamente pela música O Menino da Porteira, onde o compositor havia passado e o inspirou a criar a canção. Eternizada nas vozes de Tonico & Tinoco, Sérgio Reis e Chitãozinho & Xororó, no seu estilo cururu levou a imagem da via sul mineira para todo o Brasil.

## Municípios atendidos pela rodovia
- Pouso Alegre
- Borda da Mata
- Inconfidentes
- Ouro Fino
- Jacutinga

## Aeroporto
Aeroporto de Ouro Fino MG próximo a rodovia MG-459 e MG-209.